# Sustentação (aerodinâmica)

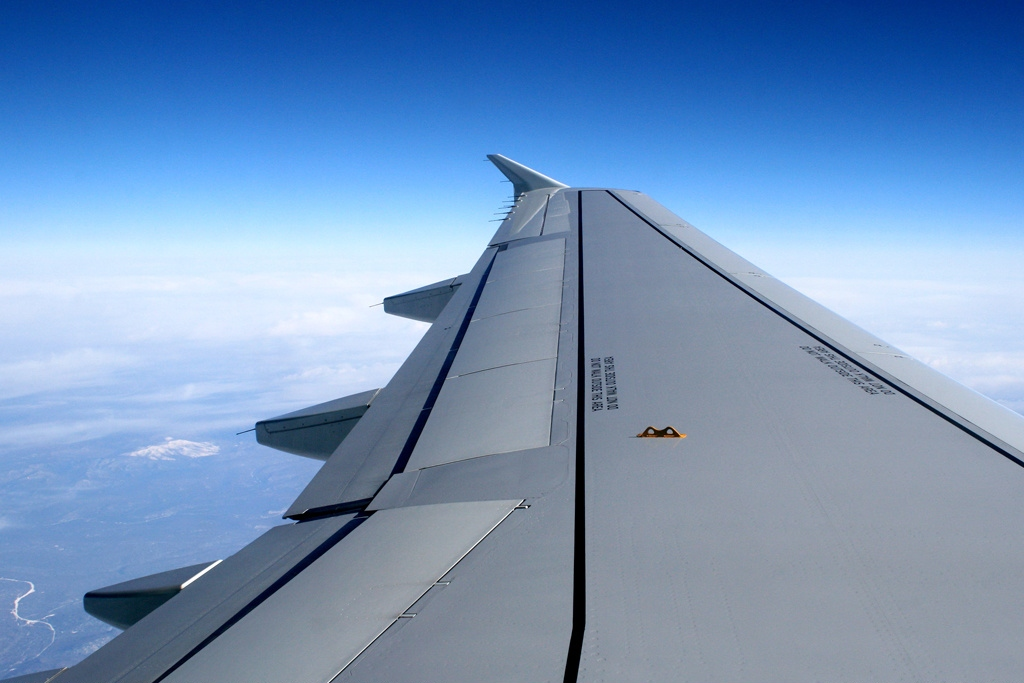
Asa de um avião Airbus A320.

Exemplo de gráfico coeficiente de sustentação-ângulo de ataque.

Sustentação é a componente da resultante aerodinâmica perpendicular ao vento relativo.
A resultante aerodinâmica (RA) é uma força que surge em virtude do diferencial de pressão entre o intradorso e o extradorso do aerofólio e tende a empurrá-lo para cima, auxiliada ainda pela reação do ar (Terceira Lei de Newton) na parte inferior da mesma. Ela é representada como um vetor que, quando decomposto, dá origem a duas forças componentes que são: a força de sustentação e a força de arrasto. Graças a essa força o aerofólio é capaz de erguer-se. Se este for, por exemplo a asa de uma aeronave, esta alçará voo.
A sustentação é função da densidade do ar (densidade dividida por dois), do coeficiente de sustentação, da área da asa e da velocidade de voo elevada ao quadrado, e seu símbolo é "L" (Lift, em Inglês).
{\displaystyle L=C_{L}{\frac {\rho }{2}}SV^{2}}
onde:
- {\displaystyle C_{L}} é o coeficiente de sustentação
- {\displaystyle \rho } (rho) é a densidade do ar (1,225 kg/m³ no nível do mar)*
- V é a velocidade do vento em relação ao perfil aerodinâmico (vento relativo).
- S ou A é a área projetada sobre o plano perpendicular à direção do vento.
- L é a força de sustentação produzida.

um processo similar de sustentação pode ser desenvolvido para a locomoção em outros fluidos além do ar, destacadamente na água, como se necessita ao projetar hidrofólios.

## Em aeronáutica

Animação do fluxo em uma asa de avião.

Forças atuando na asa de um avião.

Em aeronáutica é a principal força que permite que uma aeronave com asas se mantenha em voo. Esta, ao ser maior que o peso total da aeronave, lhe permite de(s)colar.
Para a sustentação se utiliza a notação {\displaystyle L}, do termo inglês lift, e {\displaystyle C_{L}} para o coeficiente de sustentação, o qual sempre se busca que seja o maior possível.
Além disso, a sustentação, e em consequência, seu coeficiente, dependem diretamente do ângulo de ataque, aumentando segundo este até chegar a um ponto máximo, depois do qual o fluxo de ar que passa sobre o extradorso (parte superior da asa), não consegue correr em sua totalidade e manter-se aderido ao perfil aerodinâmico, dando lugar à "entrada em perda" ou estol (do termo inglês stall).

## Em automobilismo
Para a sustentação se utiliza a notação {\displaystyle F_{z}}, e {\displaystyle C_{z}} para o coeficiente de sustentação, já que esta força atua paralelamente ao eixo OZ do triedro de referência que se associa ao veículo.
Para poder comparar diretamente a sustentação que produzem dois veículos nas mesmas condições, se utiliza o coeficiente {\displaystyle SC_{z}}, exatamente pelos mesmos motivos que no caso da resistência aerodinâmica.
{\displaystyle SC_{z}=C_{z}\cdot S_{planta}}
Nos veículos de passeio não se pode ter em conta nem aproveitar a sustentação e inclusive pode haver um pequeno coeficiente positivo.
Em muitos tipos de veículos de competição, como podem ser os da Fórmula 1, ocorre tudo ao contrário, buscando-se que seja negativo (sustentação negativa); ou seja, que o veículo seja empurrado contra o solo, com o objetivo de obter um melhor agarre ou apoio aerodinâmico, mediante superfícies como ailerons ou utilização de fundo plano, que causa o efeito solo. Um exemplo máximo do aproveitamento deste efeito, foi o advento das chamadas "minissaias", no final dos anos 1970, que foram proibidas no início anos 1980.
Além disso, em alguns destes veículos, dependendo entre outras coisas da distribuição de massas e do tipo de tração, se buscam apoios aerodinâmicos diferentes para cada eixo, pelo que pode haver um coeficiente diferente associado a cada um deles.